# Ana María Arango
Ana María Arango Cardinal (Bogotá, 3 de septiembre de 1950) es una actriz colombiana de televisión, cine y teatro.

## Carrera
Ana María Arango Cardinal nació en Bogotá en el año 1950. Sus padres son Jesús Arango (abogado, profesor y decano) y Helena Cardinal (decana). Su hermana es la reconocida arquitecta e historiadora Silvia Arango. Estudió en el Colegio Refous en Bogotá. 
Durante su formación artística comenzó estudiando en la Universidad de Los Andes en 1972 y se graduó como Antropóloga. También formó parte del Grupo de Teatro desde 1967 hasta 1972. También formó parte del grupo Acto Latino. Luego en México tomó clases con Héctor Mendoza de 1976 hasta 1977. Más tarde viajó a Francia y allí realizó sus estudios de cine y teatro en la Universidad de Vincent. En ese país formó parte del grupo de teatro "El Metro".
En esos años trabajó en obras de teatro como Cada vez que hablas se te crece la nariz, Pinochet, La excepción y la regla, Cosas de un argentino y El espantapájaros. Se casó con Luis González en 1981 y tuvieron dos hijos.

## Filmografía

### Televisión
| Año       | Título                        | Personaje                     | Canal              |
| --------- | ----------------------------- | ----------------------------- | ------------------ |
| 2022-2023 | Dejémonos de Vargas           |                               | Canal RCN          |
| 2021-2022 | La nieta elegida              | Perpetua Bautista             | Canal RCN          |
| 2021      | Lala's Spa                    | Etelvina González Camelo      | Canal RCN          |
| 2019      | Un bandido honrado            | Raquel De Ortega              | Caracol Televisión |
| 2018      | La Nena                       | Señora De Torres              | Caracol Televisión |
| 2017      | Paraíso Travel                | Rosa                          | Canal RCN          |
| 2016      | Manual para ninjas            | Úrsula                        | Caracol Televisión |
| 2016      | El tesoro                     | Carola De Suscún              | Caracol Televisión |
| 2015      | Laura, la santa colombiana    | Consuelo de Upegui            | Caracol Televisión |
| 2014      | La suegra                     | Prudencia Vda. de Amador      | Caracol Televisión |
| 2012      | El día de la suerte           | Margarita Guerrero            | Canal RCN          |
| 2012      | El laberinto                  | Emperatriz de Buendía         | Caracol Televisión |
| 2010-2011 | La Pola                       | Gertrudis                     | Canal RCN          |
| 2010-2011 | Amor sincero                  | Rosa Suárez                   | Canal RCN          |
| 2009      | Bermúdez                      | Marinita González             | Caracol Televisión |
| 2007-2008 | Hasta que la plata nos separe | Leonor Rengifo de Méndez      | Canal RCN          |
| 2007-2008 | Mujeres asesinas              |                               | Canal RCN          |
| 2005-2006 | Lorena                        | Rosa                          | Canal RCN          |
| 2004      | Las noches de Luciana         | Gladys Romero                 | Canal RCN          |
| 2001-2003 | Francisco el matemático       | Doña Matilde Viuda de López   | Canal RCN          |
| 2001      | Traga maluca                  | Carmen Restrepo de Conde      | Caracol Televisión |
| 1998      | La sombra del arco iris       | Ana Gregoria                  | Canal A            |
| 1997      | La mujer del presidente       | Emperatriz Serrano de Buendia | Caracol Televisión |
| 1996      | Sobrevivir                    |                               | Caracol Televisión |
| 1996      | Cartas a Harrison             | Esperanza                     | Canal 1            |
| 1992-1998 | Vuelo secreto                 | María Elvira                  | Canal A            |
| 1992      | La quinta hoja del trebol     | Dolores                       | Canal A            |
| 1991      | La casa de las dos palmas     | Gertrudis Pajares             | Cadena Dos         |
| 1990      | Zabaranda                     |                               |                    |
| 1989      | LP Loca pasión                |                               | Cadena Uno         |
|           | Casados                       |                               |                    |
|           | La posada                     |                               | Cadena Uno         |
| 1990      | Tío Manuel                    |                               |                    |
| 1990      | Mujeres                       |                               |                    |
| 1988      | La historia de Tita           |                               |                    |
|           | Laura por favor               |                               |                    |
|           | Jardín de otoño               |                               |                    |

## Cine
| Año  | Título                         | Personaje                 |
| ---- | ------------------------------ | ------------------------- |
| 2024 | Quiero que me mantenga         |                           |
| 2020 | El baño                        |                           |
| 2019 | La pachanga                    |                           |
| 2018 | Amalia, la secretaria          | Raquel                    |
| 2017 | Tr3s Días                      | Doña Alicia               |
| 2010 | Retratos en un mar de mentiras | Esperanza                 |
| 2010 | Fotos en un mar de mentiras    |                           |
| 2009 | El arriero                     |                           |
| 2008 | Noche Buena                    | Epifanía                  |
| 2007 | Esto huele mal                 | Maria Consuelo            |
| 2001 | La pena máxima                 | Doña Etelvina de Sanabria |
| -    | La Venus Virtual               |                           |
| 1990 | María Cano                     |                           |
| -    | El Gato Escaldado              |                           |
| -    | Los elegidos                   |                           |

## Teatro
| Año | Obra                                               |
| --- | -------------------------------------------------- |
|     | Dos mujeres                                        |
|     | Que no se entere el presidente                     |
|     | El gorgojo                                         |
|     | La noche de las asesinas                           |
|     | Jardín de otoño                                    |
|     | La excepción y la regla                            |
|     | Cada vez que hablas se te crece la nariz, Pinochet |
|     | Cosas de argentinos                                |
|     | El espantapájaros                                  |
|     | La casa de Bernarda Alba                           |